# Matthes Koler
Matthes Koler (auch Koller, Koeler) war im 15. und 16. Jahrhundert ein Dresdner Ratsherr und Bürgermeister.
Über Kolers Leben ist wenig bekannt. Erstmals genannt wird sein Name in einer Kämmereirechnung von 1478. Darin wird ihm ein Bußgeld in Höhe von acht Schillingen auferlegt, da er „wider der stat wilkor gebruwen … hat“, d. h. gegen das geltende Braurecht verstoßen hat. Erneut findet sich sein Name 1482 im Zusammenhang mit einem Kreditgeschäft in den Ratsakten. 1482 war er Besitzer eines Hauses auf der Schreibergasse.
Ab 1488 gehörte Matthes Koler dem Dresdner Rat an. Außerdem war er zusammen mit Heinrich Kannengießer Vorsteher des Franziskanerklosters. Im Rat übernahm er 1503 das Amt des Kämmerers. 1491 wurde er von Herzog Georg mit der Kontrolle der Einnahmen und Ausgaben für den Wiederaufbau der beim Stadtbrand zerstörten Kreuzkirche beauftragt. 1505 übernahm er erstmals das Amt des regierenden Bürgermeisters, welches er im Drei-Jahres-Rhythmus bis 1515 ausübte. In diesem Jahr wird er zugleich letztmals im Verzeichnis der Ratsmitglieder aufgeführt.